# Мелан (кантон)
Мелан (фр. Meylan) — кантон во Франции, департамент Изер, регион Рона — Альпы, округ Гренобль. INSEE код кантона — 3816. Граничит с кантонами Уазан-Романш (3819), Муаян Грезиводан (3818), Сен-Мартен-д’Эр (3822), Шартрёз-Гье (3803) и Греноблем. Высота кантона изменяется от 206 метров (Мелан) до 2079 метров (Ле-Саппе-ан-Шартрёз).

## История
Кантон был создан в 1972 году в составе 4 коммун. Его реорганизация произошла в 2015 году. По закону от 17 мая 2013 и декрету от 14 февраля 2014 года количество кантонов в департаменте Изер уменьшилось с 58 до 29. Новое территориальное деление департаментов на кантоны вступило в силу во время выборов 2015 года. Таким образом, кантон Мелан с 22 марта 2015 года состоит из 8 коммун.

## Население
Согласно переписи 2012 года (считается население коммун, которые в 2015 году были включены в кантон) население Мелана составляло 43 912 человека. Из них 24,4 % были младше 20 лет, 18,9 % — старше 65. 47,5 % имеет высшее образование. Безработица — 7,3 %.

## Экономика
Распределение населения по сферам занятости: 0,4 % — сельскохозяйственные работники, 5,7 % — ремесленники, торговцы, руководители предприятий, 35,8 % — работники интеллектуальной сферы, 24,8 % — работники социальной сферы, 18,3 % — государственные служащие и 15,0 % — рабочие.

## Коммуны кантона
В кантон входят 8 коммун, из них главной коммуной является Мелан.
| Коммуна             | Название по-французски  | Население, чел. (2012) | Площадь | Код INSEE | Изображение |
| ------------------- | ----------------------- | ---------------------- | ------- | --------- | ----------- |
| Бивье               | Biviers                 | 2325                   | 6,17    | 38045     |             |
| Коренк              | Corenc                  | 3944                   | 6,5     | 38126     |             |
| Домен               | Domиne                  | 6588                   | 5,29    | 38150     |             |
| Мелан               | Meylan                  | 17646                  | 12,32   | 38229     |             |
| Монбонно-Сен-Мартен | Montbonnot-Saint-Martin | 4798                   | 6,38    | 38249     |             |
| Мюрьянетт           | Murianette              | 883                    | 6,07    | 38271     |             |
| Ле-Саппе-ан-Шартрёз | Le Sappey-en-Chartreuse | 1101                   | 15,13   | 38471     |             |
| Ла-Тронш            | La Tronche              | 6627                   | 6,4     | 38516     |             |

## Политика
Согласно закону от 17 мая 2013 года избиратели каждого кантона в ходе выборов выбирают двух членов генерального совета департамента разного пола. Они избираются на 6 лет большинством голосов по результату двух туров выборов.
В первом туре кантональных выборов 22 марта 2015 года в Селане баллотировались 4 пары кандидатов (явка составила 52,83 %). Во втором туре 29 марта, Анье Менюэль и Жан-Клод Перен были избраны с поддержкой 53,28 % на 2015—2021 годы. Явка на выборы составила 56,26 %.
| Мандат | Мандат | Кандидаты                        |                | Партия             | Первый тур | Первый тур     | Второй тур | Второй тур |
| Мандат | Мандат | Кандидаты                        | Кол-во голосов | Партия             | % голосов  | Кол-во голосов | % голосов  |            |
| ------ | ------ | -------------------------------- | -------------- | ------------------ | ---------- | -------------- | ---------- | ---------- |
| 2015   | 2021   | Анье Менюэль и Жан-Клод Перен    |                | Союз правых        | 6785       | 39,59          | 9487       | 56,48      |
| 2015   | 2021   | Анье Ролен и Оливье Веран        |                | Союз левых         | 5094       | 29,72          | 7311       | 43,52      |
| 2015   | 2021   | Оливье Амо и Мари де Кервереген  |                | Национальный фронт | 2852       | 16,64          | -          | -          |
| 2015   | 2021   | Моник Фрэз-Гильини и Пьер Лезьер |                | Беспартийные левые | 2407       | 14,04          | -          | -          |